# Grande Synagogue d'Oświęcim

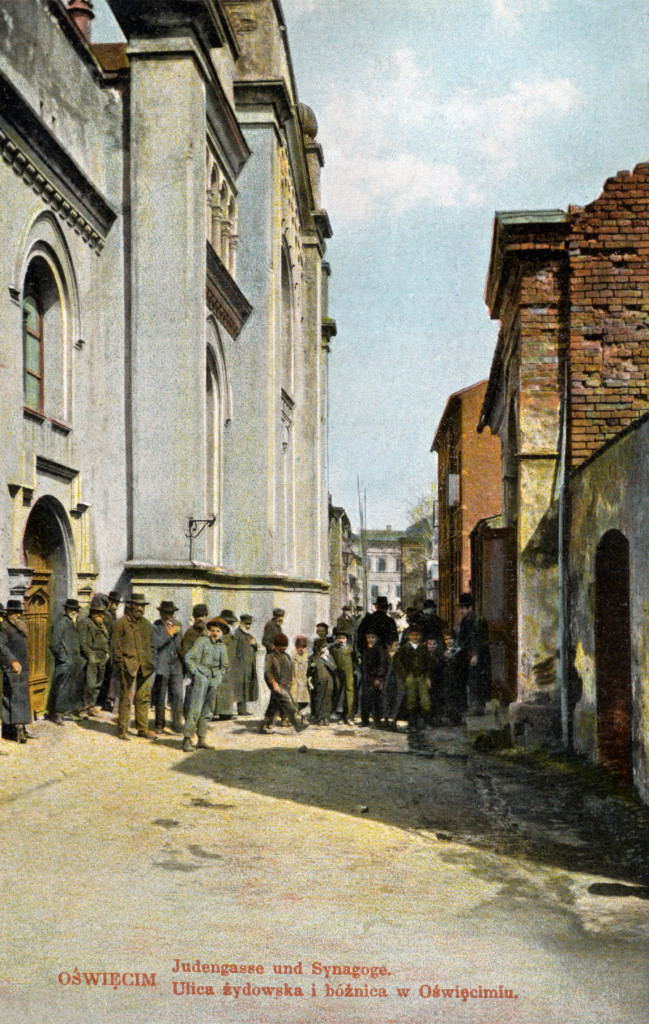
Grande Synagogue d'Oświęcim

La Grande Synagogue d'Oświęcim était la plus grande synagogue d'Oświęcim, en Pologne, avant 1939 qui fonctionnait avant la Seconde Guerre mondiale et a été détruite en novembre 1939.

## Histoire de la synagogue
La première mention de la synagogue d'Oświęcim remonte à 1588. Il a probablement été créé vers cette année-là. Des documents d'archives suggèrent qu'un citoyen de Oswiecim, Jan Piotraszewski, a donné ou vendu ses terres à la communauté juive locale. Le premier bâtiment a probablement été construit en bois. Cette synagogue en bois a probablement été détruite lors du déluge suédois.
Au cours des siècles, le bâtiment a été détruit deux fois par un incendie. La première fois, c'était le 6 juillet 1711. Après cet incendie, un temple en pierre a été construit. Un autre incendie endommagea le bâtiment en 1863.

### La Grande Synagogue
La dernière synagogue, la Grande Synagogue, a été construite en 1873 après le dernier incendie sur le site de la synagogue préexistante. Entre 1899 et 1900, elle a été repensée et reconstruite par l'architecte Carl Korn. Le bâtiment a reçu une façade représentative richement décorée avec des éléments de styles néo-roman, néo-gothique et mauresque. La façade du bâtiment a été conservée dans un style représentatif, à l'instar d'autres synagogues conçues par Korn. La synagogue a été le premier bâtiment de la ville à avoir un éclairage électrique installé ; les lumières ont été allumées pour la première fois en 1925.
Le temple a été démoli dans la nuit du 29 au 30 novembre 1939 par les soldats nazis. En 1941, ses ruines ont été démolies et la zone a été utilisée pour construire des abris anti-aériens.

### Après la Seconde Guerre mondiale

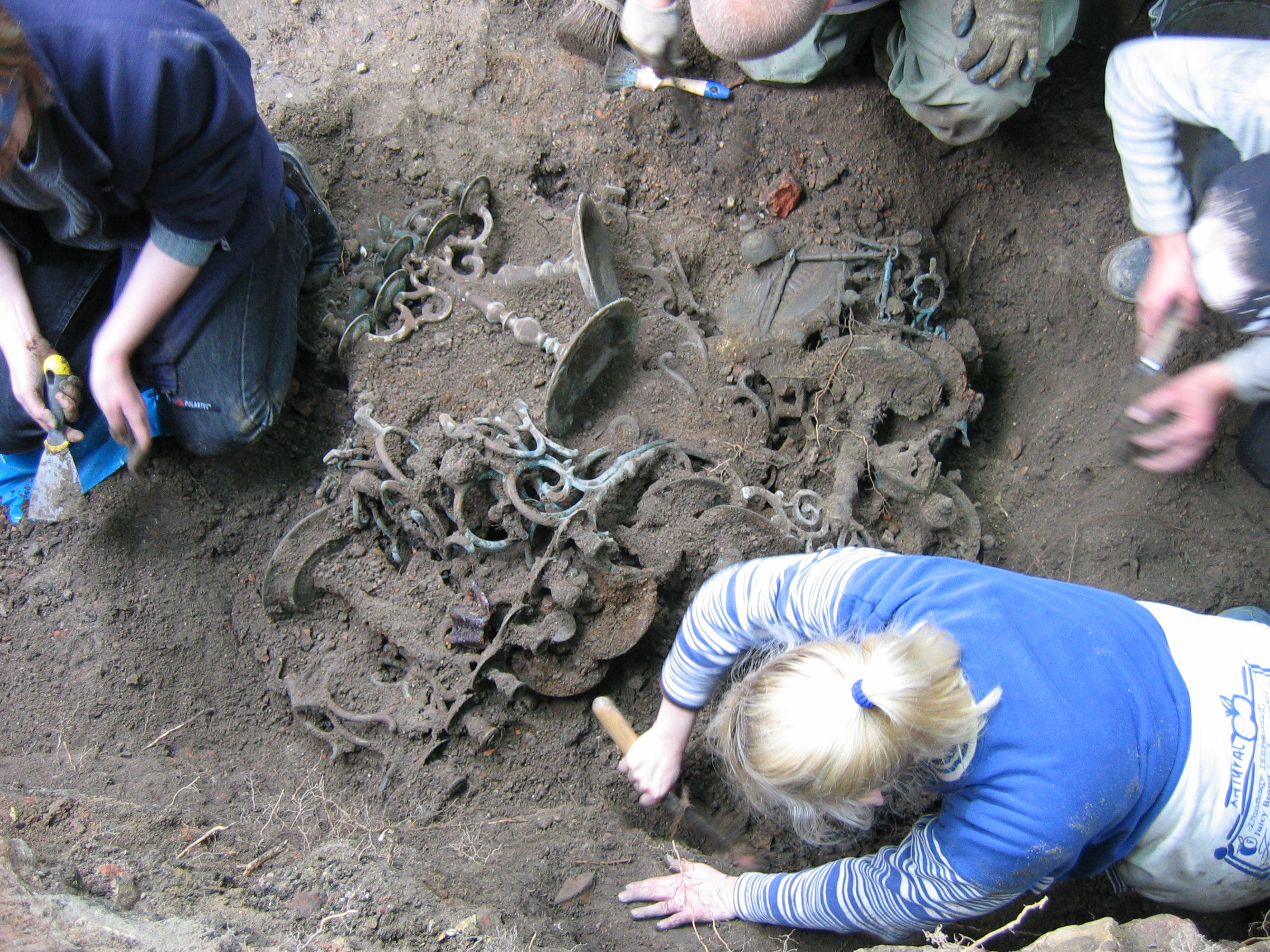
Trésor d'Oświęcim

Après la guerre, la synagogue n'a pas été reconstruite. L'endroit où il se tenait est resté vide pendant des années. Il a été laissé comme un témoignage des événements de la guerre.
En 2004, des fouilles archéologiques ont été menées sur le site de La Grande Synagogue. Environ 400 objets ont été trouvés pendant les travaux, comprenant l'équipement de la synagogue - y compris des lustres, des lampes Ner tamid en cuivre, des fragments de meubles et d'ornements, des carreaux de sol décoratifs, des éléments en marbre de l'Aron Kodesh, un plat de cérémonie pour se laver les mains, des fragments calcinés de livres de prières et de plaques commémoratives. La plupart des objets datent de la seconde moitié du XIXe siècle. La découverte a été transférée au Centre juif d'Auschwitz à Oświęcim, où les artefacts ont été catalogués, inventoriés et restaurés. Certains objets sont exposés dans l'exposition permanente du Musée juif du Centre.
Près de 80 ans après la destruction de la synagogue, les habitants d'Oświęcim ont décidé d'établir un parc commémoratif de la Grande Synagogue sur le site comme lieu de commémoration et de réflexion. Le projet a été initié par le Centre juif d'Auschwitz à Oświęcim et a été réalisé grâce à une collecte de fonds à laquelle ont participé des résidents, des entrepreneurs locaux, des institutions publiques et des descendants de Juifs d'Oświęcim. Le parc a été inauguré le 28 novembre 2019.

## Histoire de la communauté religieuse
Le début de la colonie juive d'Oświęcim a officiellement commencé dans la première moitié du XVIe siècle, donc avant la Seconde Guerre mondiale, la communauté avait plus de 400 ans. Il est possible qu'il y ait eu auparavant des habitants juifs dans la ville, à cause des routes commerciales et à proximité d'autres centres commerciaux, mais cela n'a pas été confirmé par des documents.
Initialement, le centre de la vie juive était situé dans la partie nord de la ville, mais avec le temps, la communauté s'est déplacée et s'est installée dans la partie sud. Le quartier du château d'Oświęcim et de la rue Żydowska (aujourd'hui rue Berka Joselewicza) est devenu le centre de la vie juive. Selon les recherches d'Artur Szyndler, les Juifs vivaient également dans d'autres parties de la ville. Le début du XXe siècle est une période de prospérité pour la communauté juive et pour toute la ville. Il y avait des usines très prospères dans la ville produisant du papier, des produits chimiques et d'autres biens.
La Grande Synagogue était fréquentée principalement par des représentants de l'intelligentsia juive progressiste (y compris des médecins, des avocats, des entrepreneurs et des fonctionnaires) et, dans une moindre mesure, par des traditionalistes. La synagogue, avec 2 000 places, était connue sous le nom de Grande Synagogue car elle avait une fonction représentative de la communauté juive locale. Le magnifique bâtiment du temple était visible dans l'horizon de la ville et symbolisait l'importance de la communauté juive. La vie religieuse de la communauté juive d'Oświęcim se concentrait autour de la synagogue. Les principaux rabbins de la communauté juive d'Oświęcim qui ont tenu des offices dans la synagogue dans les années 1873-1939 étaient : Lazar Münz, Szlomo Halberstam, Abraham Schnur, Osias Pinkas Bombach et son dernier fils, Eliasz Bombach.
Avant la Seconde Guerre mondiale, plus de la moitié de la population d'Oświęcim était juive. Il y avait environ 20 synagogues dans la ville.

## Architecture de la Grande Synagogue
L'apparence de la synagogue avant la reconstruction qui s'est terminée en 1900 et l'intérieur sont inconnus car aucune photographie ou plan architectural n'a survécu. La nouvelle conception du bâtiment a été planifiée par Carl Korn entre 1899 et 1900. La conception est connue à partir de photographies survivantes du début du XXe siècle. Korn était un architecte polonais bien connu de Bielsko qui a également conçu les synagogues de Biała et de Wadowice.
Le bâtiment de la synagogue en brique a été érigé sur un plan rectangulaire. À l'intérieur se trouvait un vestibule à partir duquel on pouvait entrer dans la salle de prière principale. Il était entouré sur trois côtés de galeries pour femmes, auxquelles aboutissaient des entrées et des escaliers séparés. À l'intérieur, il y avait 2 000 places. Au début du XXe siècle, des annexes au nord et au sud ont été ajoutées, comblant l'espace vide en pente sur lequel la synagogue avait été érigée.
La synagogue avait une façade représentative richement ornée d'éléments de style néo-roman, néo-gothique, mauresque et à arcades. Les détails de la décoration faisaient référence à l'ornementation de la synagogue Tempel de la rue Miodowa à Cracovie. D'autres inspirations pour son architecture peuvent être vues dans l'architecture allemande, par ex. la synagogue de Hambourg d'Albrecht Rosengarten. Le bâtiment était couronné de deux dômes en forme d'oignon. Une description de l'intérieur de la synagogue peut être trouvée dans une conversation avec un juif d'Oświęcim, Manheimer :
L'intérieur de la synagogue était orné de splendides peintures. Le plafond en forme de dôme a été peint pour ressembler au ciel bleu, dans lequel des étoiles dorées étaient parsemées. Autour du ciel étaient représentés les signes du zodiaque et les instruments de musique bibliques. Au centre de la synagogue, il y avait une plate-forme de couleur verte, l'arche sainte et le pupitre étaient en marbre blanc élégant.